# Nacionalni park Őrség
Nacionalni park Őrség je mađarski nacionalni park. Otvoren je 8. ožujka 2002. godine, a nalazi se u Željeznoj županiji. 
Ima ukupnu površinu od 43,933 ha i nalazi se na tromeđi Mađarske, Austrije i Slovenije kao dio tri zaštićena prirodna područja u tri susjedne države, koji se zove Raab-Őrség-Goričko, a čine ga Nacionalni park Őrség u Mađarskoj, Park prirode Raab u Austriji (osnovan je 12. rujna 1998.) i slovenski Park prirode Goričko (osnovan 9. listopada 2003.).
Područje Őrség nalazi se u trokutu između Kirmieda na sjeveru, Zalaegerszega na istoku i mađarsko-austrijske granice na zapadu. Stanovništvo ovoga graničnog područja služilo je kao straža mađarskim vladarima još u 11. i 12. stoljeću, iz čega je izveden zemljopisni naziv "straža" (mađ. "Őrség"). Za ove dobrovoljne usluge, stanovnici su bili nagrađeni povlasticama i većom autonomijom.
Za Őrség su karakteristična mala naselja, skupine kuća i zaselaka, nazvani na mađarskom "Szer", koji su činili lanac graničnih straža.
U selu Velemér na mađarsko-slovenskoj granici, dobro je očuvana crkva iz 13. stoljeća s freskama austrijskoga slikara Johanna Aquile iz 1378. godine, koji je dao naslutiti već u to vrijeme tzv. „međunarodni stil”. Slikar se ovjekovječio na sjevernom zidu.
Őrség ima niz rijetkih životinja i biljaka, kao što su crne rode, troprsti djetlić ili škanjac osaš kao i razni rijetke vrste leptira i vretenaca. Često cvijeće su perunike i sirištare.
Dobio je nagradu EDEN (Europske destinacije izvrsnosti) za krajolik u skladu s prirodom, bogat planinama i dolinama, listopadnim i crnogoričnim šumama, livadama, izvorima i rijekama, koji se harmonično povezuju. Osim toga, posjetitelji uživaju u istinskim tradicijama i običajima, obrtima, proizvodima poljoprivrednika, koji su samodostatni i određuju način života regije.